# Maalhaveli
Maalhaveli (auch: Maraweli) ist eine winzige Insel des Mulaku-Atolls (Meemu Atolhu) im Süden des Inselstaates Malediven in der Lakkadivensee des Indischen Ozeans. Sie hat eine Fläche von 0,5 ha.

## Geographie
Die Insel liegt im Ostsaum des Atolls zusammen mit Muli (im Norden) und den kleinen Riffinseln Naalaafushi, Medhufushi, Gongalihuraa, Seedheehuraa, Seedheehuraaveligandu,  Hakuraahuraa sowie Kakaahuraa.